# Kees Kist
Cornelis „Kees“ Kist (* 7. August 1952 in Steenwijk, heute zu Steenwijkerland) ist ein ehemaliger niederländischer Fußballspieler.

## Sportliche Laufbahn

### Vereinskarriere
Kist begann seine Karriere beim VV Heerenveen 1970. Nach zwei Jahren in Heerenveen ging Kist zum AZ Alkmaar. Dort gewann er in den zehn Jahren, die er unter Vertrag stand, einmal die niederländische Meisterschaft (1981) und dreimal den nationalen Pokal (1978, 1981, 1982). In dieser Zeit wurde er zweimal Torschützenkönig der Eredivisie (1979, 1980) und gewann mit seiner hohen Trefferzahl 1979 (34) auch den Goldenen Schuh des erfolgreichsten Erstligatorjäger Europas.
1982 wechselte er nach Frankreich zu Paris Saint-Germain. Hier wurde er französischer Pokalsieger. 1983 wechselte zum FC Mulhouse und kehrte 1984 in die Niederlande zum AZ Alkmaar zurück. Nachdem er zwei Jahre beim sc Heerenveen gespielt hatte, beendete er 1987 seine Karriere.

### Auswahleinsätze
Für die Niederlande bestritt er 21 Länderspiele und erzielte dabei vier Tore. Er nahm an der Fußball-Europameisterschaft 1976 in Jugoslawien teil und wurde dort mit dem Team Dritter. Bei der Fußball-Europameisterschaft 1980 in Italien schied er mit dem Team in der Gruppenphase aus.

### Erfolge
- Niederländischer Meister: 1981
- Niederländischer Pokalsieger: 1978, 1981, 1982
- Französischer Pokalsieger: 1983
- Torschützenkönig in den Niederlanden: 1979, 1980
- Gewinner des Goldenen Schuhs: 1979